# Janina Labocha
Janina Labocha – polska filolog, dr hab. nauk humanistycznych, profesor Katedry Współczesnego Języka Polskiego Wydziału Polonistyki Uniwersytetu Jagiellońskiego, profesor zwyczajny Instytutu Humanistycznego Państwowej Wyższej Szkoły Zawodowej w Tarnowie.

## Życiorys
Obroniła pracę doktorską, 1 stycznia 1991  habilitowała się na podstawie pracy zatytułowanej Opowiadanie ludowe ze Śląska Cieszyńskiego w świetle pragmalingwistyki tekstu. 22 października 1998  nadano jej tytuł profesora w zakresie nauk humanistycznych. Została zatrudniona na stanowisku profesora w Katedrze Współczesnego Języka Polskiego na Wydziale Polonistyki Uniwersytetu Jagiellońskiego i profesora zwyczajnego w Instytucie Humanistycznym Państwowej Wyższej Szkole Zawodowej w Tarnowie.
Jest kierownikiem Katedry Współczesnego Języka Polskiego Wydziału Polonistyki Uniwersytetu Jagiellońskiego oraz była specjalistą Komitetu Językoznawstwa na I Wydziale Nauk Humanistycznych i Społecznych Polskiej Akademii Nauk.